# Radhanpur
Radhanpur là một thành phố và khu đô thị của quận Patan thuộc bang Gujarat, Ấn Độ.

## Địa lý
Radhanpur có vị trí 23°50′B 71°36′Đ / 23,83°B 71,6°Đ Nó có độ cao trung bình là 27 mét (88 feet).

## Nhân khẩu
Theo điều tra dân số năm 2001 của Ấn Độ, Radhanpur có dân số 32.076 người. Phái nam chiếm 52% tổng số dân và phái nữ chiếm 48%. Radhanpur có tỷ lệ 58% biết đọc biết viết, thấp hơn tỷ lệ trung bình toàn quốc là 59,5%: tỷ lệ cho phái nam là 68%, và tỷ lệ cho phái nữ là 47%. Tại Radhanpur, 15% dân số nhỏ hơn 6 tuổi.